# Frați de cruce (film din 1975)
Frați de cruce  (titlul original: în germană Blutsbrüder) este un film dramatic est-german, realizat în anul 1975 de regizorul Werner W. Wallroth în studiourile DEFA, protagoniști fiind actorii Dean Reed, Gojko Mitić, Gisela Freudenberg și Jörg Panknin.

## Conținut
În timpul unui masacru într-un sat de cheyenni de pe Sand Creek în iarna anului 1864, soldatul stegar „Harmonika” rupe steagul american dezgustat de cele întâmplate. Pentru fapta sa, este ținut sub arest. În noaptea următoare, ca răzbunare indienii atacă fortul și cu această ocazie „Harmonika” și alți doi soldați, reușesc și ei să evadeze. 
După ce a salvat viața fetei indiene „Rehkitz” din mâinile unor răufăcători, el caută prietenia între indieni. „Harter Felsen” își depășește încet prejudecățile, iar „Harmonika” se căsătorește cu sora acestuia, „Rehkitz”. Într-o zi însă, ea este ucisă de albi. „Harmonika” îl caută și îl găsește pe făptaș, dar nu se poate hotărî să se răzbune luându-i viața și resemnat se dedă alcoolului. Dar mai târziu își vede prietenul „Harter Felsen” captiv, îl eliberează și devin frați de sânge. Se alătură lui și împreună luptă pentru libertatea Cheyennilor.

## Distribuție
- Dean Reed – „Harmonika” (Muzicuță)
- Gojko Mitić – Harter Felsen (Stânca dură)
- Gisela Freudenberg – Rehkitz (Puiul cerbului)
- Jörg Panknin – Joe
- Cornel Ispas – Big Fred
- Toma Dimitriu – Grauer Elch (Elanul cenușiu)
- Iurie Darie – Bill Simmons
- Manea Alexandru – locotenentul
- Elena Sereda – femeia grasă
- Cornelia Turian – femeia înaltă
- Eugenia Bosinceanu – nevasta lui Simmons
- Joachim Schönitz – barmanul
- Sina Fiedler – chelnerița
- Fred Ludwig – un oaspete
- Heinz Suhr – naratorul